# 樋口輝彦
樋口 輝彦（ひぐち てるひこ、1945年 - ）は、日本の医学者、精神科医。元昭和大学医学部教授。国立精神・神経医療研究センター名誉理事長。医学博士。2023年、瑞宝重光章受章。

## 来歴
- 1945年 - 誕生
- 1972年 - 東京大学医学部医学科卒業。東京大学医学部附属病院精神神経科
- 1976年 - 埼玉医科大学医学部精神医学講座助手
- 1979年 - 医学博士（東邦大学）[2]
- 1981年 - マニトバ大学医学部生理学教室神経内分泌研究室留学（カナダ）
- 1983年 - 埼玉医科大学精神医学講座講師
- 1989年 - 群馬大学医学部精神神経学教室講座助教授
- 1994年 - 昭和大学藤が丘病院精神神経科教授
- 1999年 - 国立精神・神経センター国府台病院副院長
- 2000年 - 国立精神・神経センター国府台病院院長
- 2004年 - 国立精神・神経センター武蔵病院院長
- 2007年 - 国立精神・神経センター総長・理事長
- 2016年 - 国立精神・神経医療研究センター名誉理事長

## 学会
- 日本神経精神薬理学会理事長
- 日本臨床精神神経薬理学会副理事長
- 日本生物学的精神医学会評議員
- 日本総合病院精神医学会評議員
- 日本うつ病学会理事
- Society For Neuroscience（North America）

## 著書

### 監修
- 『ミルタザピンのすべて』先端医学社、2012年8月。ISBN 978-4884077839。
- 『成人期ADHD診療ガイドブック』じほう、2013年8月。ISBN 9784840744706。
- 『精神科のくすりハンドブック 第3版』総合医学社、2020年4月。ISBN 978-4883786817。

### 編集
- 『向精神薬のリスク・ベネフィット』中山書店、2011年5月。ISBN 978-4521732428。
- 『今日の精神疾患治療指針 第2版』医学書院、2016年10月。ISBN 978-4260024846。